# Simutrans
A Simutrans egy nyílt forráskódú gazdasági szimulációs játék, mely az áru- és személyszállításra összpontosít. A programot Hansjörg Malthaner kezdte írni 1997-ben, majd 1999-ben jelent meg. 2004-ben Malthaner visszavonult, azóta közösségi fejlesztésű. A program Windows, Linux, Mac OS és Haiku operációs rendszerekre érhető el, illetve 2009-ben iPhone átirata is készült.

## A játékról
A játék célja egy hatékony szállítmányozási rendszer építése. A játékos ezt út- és különféle vasúthálózatok, vízi és légi útvonalak kiépítésével, a hozzájuk tartozó állomások és járműtelepek létesítésével, illetve megfelelő járművek üzemeltetésével érheti el. Lehetőség van felszínformálásra is. Mindezt korlátozott játékbeli pénzösszeg mellett, vagy akár ilyen anyagi korlátok nélkül is megteheti.
Szemben a Transport Tycoonnal vagy a Locomotionnel, ebben a játékban az áruknak, utasoknak és postai küldeményeknek meghatározott céljuk van. Az áruk egymással szerződésben álló gazdasági épületek között szállíthatók, így, noha egy bizonyos típusú gyárból, nyersanyag-lelőhelyből vagy üzletből általában több is van egy térképen, de még a megfelelő típusú árut sem lehet bárhonnan bárhová szállítani (pl. a gabonát nem lehet bármely farmról bármely malomba elszállítani.)
A Simutrans játék két részletben tölthető le: a játék motorja, illetve egy tetszőlegesen választott grafikai csomag, ún. pakset. Több pakset is elérhető a játékhoz, ezek különböző épületeket, járműveket, árukat, ipari láncolatokat tartalmaznak, ezáltal a játék ilyen módon is testreszabható.
A játék 110.0. verziója óta lehetőség van hálózaton keresztül is játszani. A játékot a fejlesztésben segítő közösség számos nyelvre lefordította, illetve fordítja, a magyar fordítás a játék egyes lényegi összetevőit illetően 2013 decemberében kb. 75%-os.

## Képgaléria

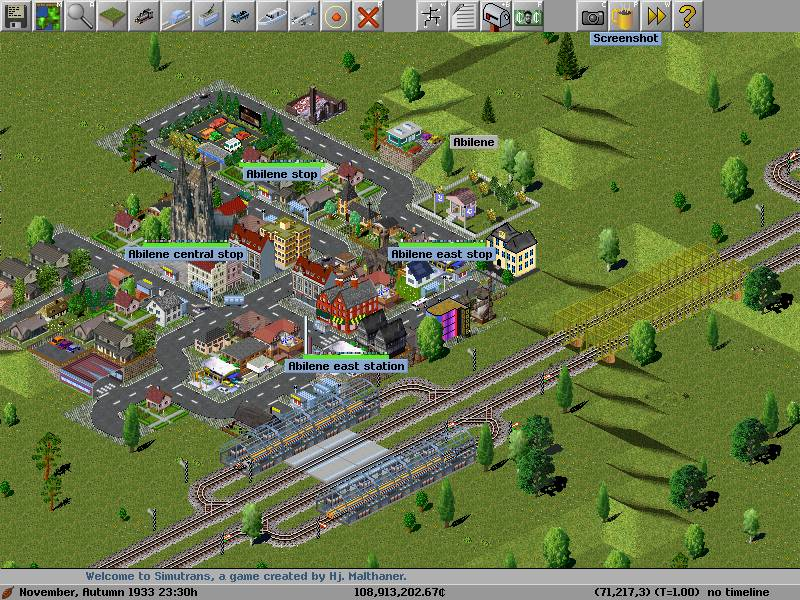
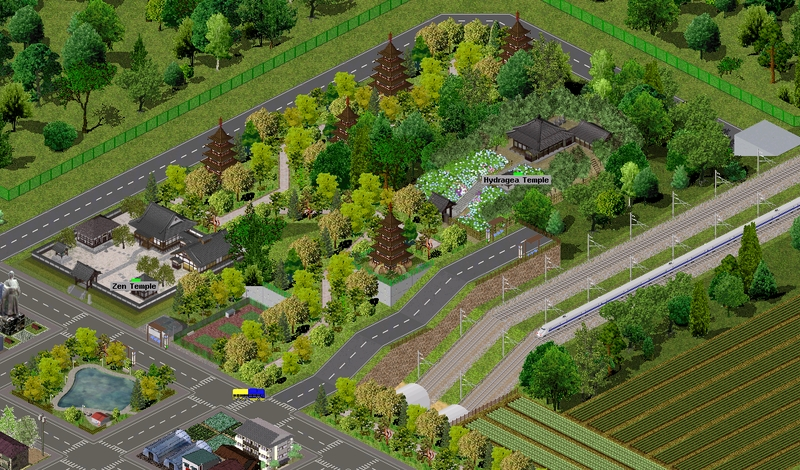
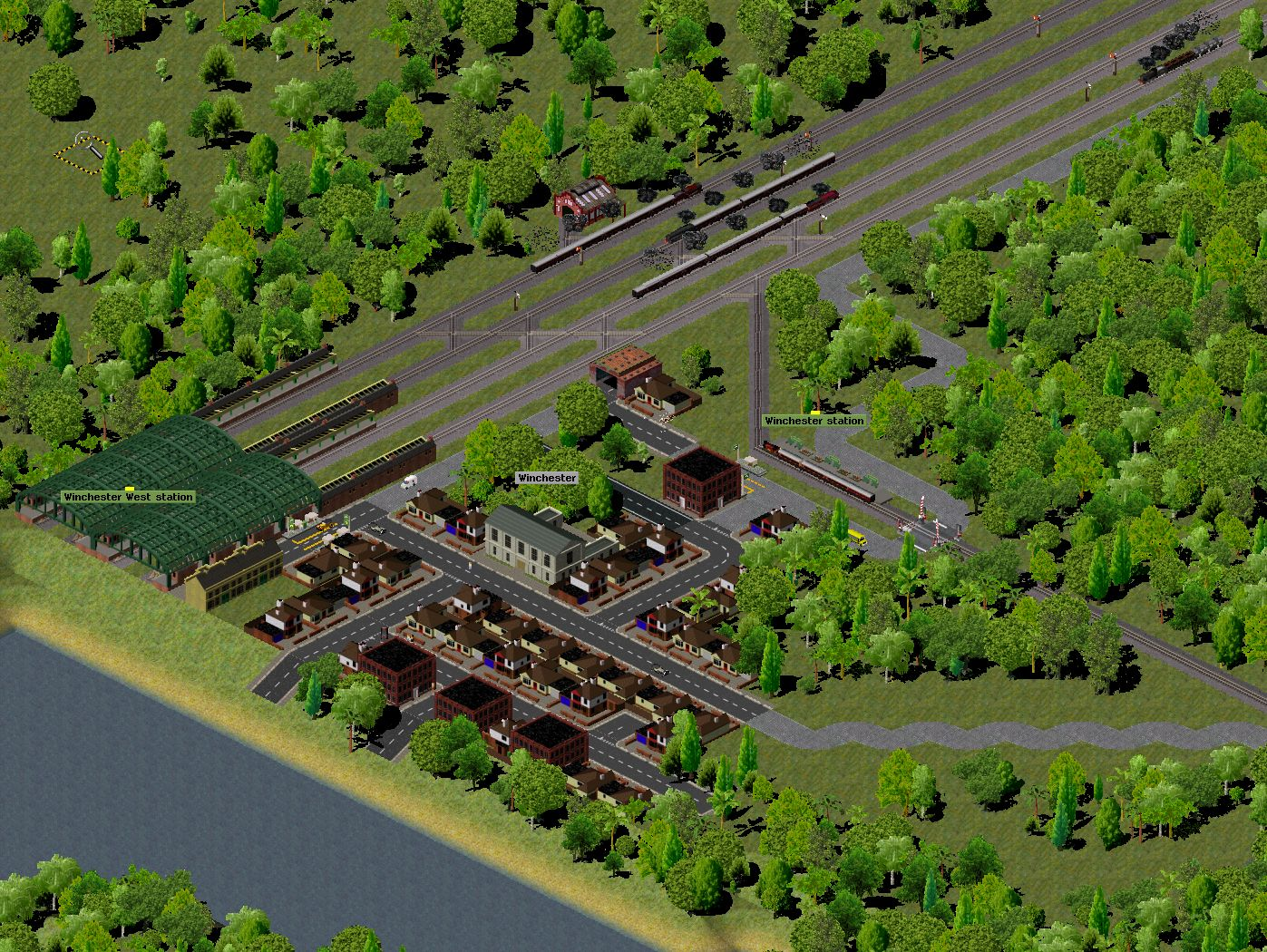

## Lásd még
- Transport Tycoon
- Traffic Giant
- Railroad Tycoon
- Chris Sawyer’s Locomotion

## További olvasásra
- Simutrans – Freeware szállítmányozás (rövid, bevezető leírás). Ricsi, rendszerigeny.hu, 2012. február 18.
- A Simutrans és az iPhone (a Simutrans iPhone-ra készített változatának tesztje). IST, vonatmagazin.hu, 2009. április 17.
- A short History of Simutrans Development. Hansjörg Malthaner, funkelwerk.de, 2009. február 16. (Archivált)